# Боет

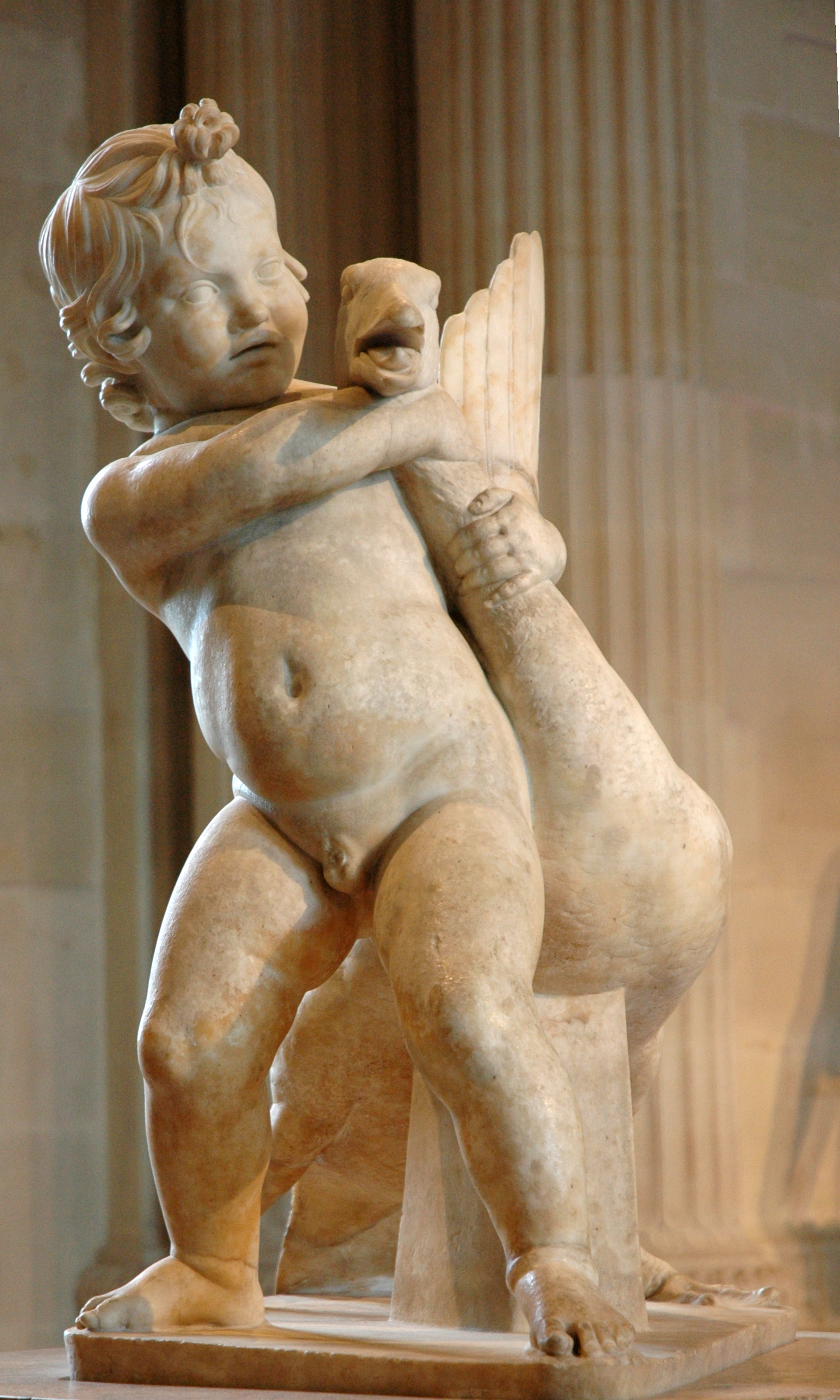
Робота Боета — Хлопчик з гускою. Музей Лувр. Франція

Боет — давньоргрецький скульптор та маляр III–II ст. до н. е.

## Життєпис
Народився у стародавньому місті Халкедон у родині скульптора Атанайон. Перші знання щодо створення скульптур отримав від батька. Незабаром стає досить відомим в елліністичному світі й отримує замовлення звідусіль. Багато подорожує. Про особисте життя Боета немає відомостей. Розквіт його творчості приходить на 220–160 роки до н. е. В цей час він виконує замовлення для Афін, Родоса, заможних та владних панів. Боет за свої успіху став почесним громадянином Родосу.
Найулюбленішими матеріалами Боета були  мармур та бронза.  Оригіналів цих робіт збереглося мало. Окрім скульптури Боет займався малярством.

## Твори
- Скульптури:
  - Дві бази невідомих статуй у Афінах та на о. Родос.
  - Антіох IV Епіфан, цар Сирії
  - Хлопчик з гускою.

- Срібна таця

- Художні роботи:
  - Філоктет (міфологічний герой з «Ілліади»).